# 暗黒星雲

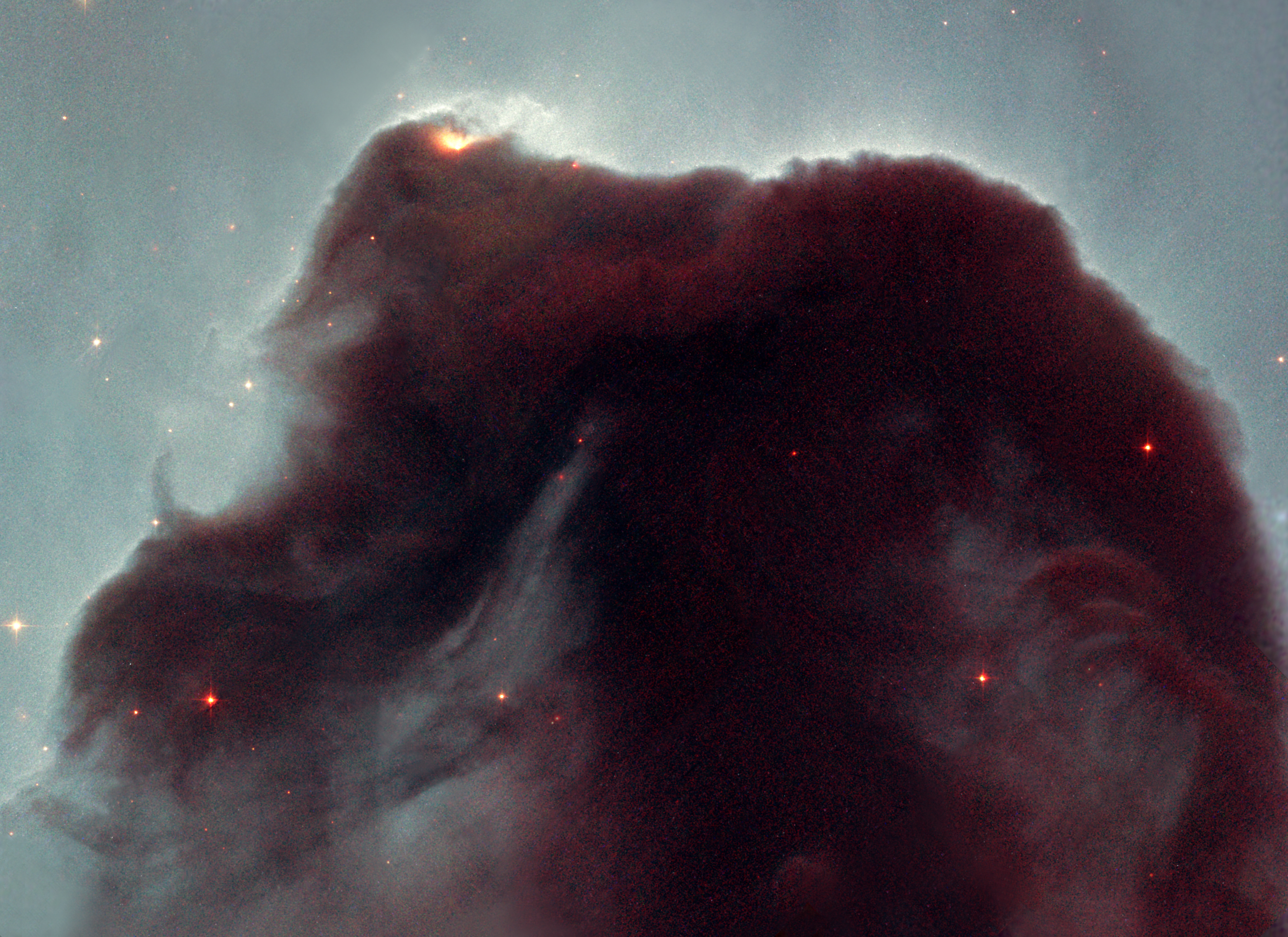
ハッブル宇宙望遠鏡が撮影したオリオン座の馬頭星雲のクローズアップ

暗黒星雲（あんこくせいうん、dark nebula）とは天体の一種で、背後の恒星などの光源によって影として浮かび上がる星間雲（周囲よりも高密度の星間ガスや宇宙塵が、他の宙域より濃く集まっている領域）のことをいう。
暗黒星雲という用語は星間雲のうち、人間が可視光領域で認識できるものの呼称であるから、狭義の星間雲、あるいは狭義の分子雲として用いられることもある。

## 概要
地上から観測した場合、暗黒星雲に含まれる塵やガスによって背景の星や銀河などの光が吸収され、あたかも黒い雲のように見えるため、「暗黒星雲」と名付けられた。散光星雲が馬の頭のように蝕まれたように見えるオリオン座の馬頭星雲が有名。
星間ガスにおいては「重力によって収縮する傾向」と「熱運動により拡散しようとする傾向」がある。多かれ少なかれ、星間ガスは常に放射を出しているので、外部からエネルギーが供給されない限り内部エネルギーは減少して分子を形成する。また重力によって収縮する傾向が強まるため密度が増加する。これを分子雲の形成と呼ぶ。
実際には様々なメカニズムによって分子雲形成が促進されたり抑制されたりしていると考えられている。銀河や星が形成されるまでの期間に密度がほとんど一様だったにも拘らず分子雲が短期間で形成された理由や、銀河や星が形成されたあとの期間で、すなわち外部からエネルギーが供給された状態で、どのように分子雲を生じて銀河や星が進化したのかについての研究は、いずれも現代の天文学の重要なテーマであるが、完全に解明されている訳ではない。
分子雲はさらに自身の重力で収縮していき、最終的には中心部で原子核融合がはじまり恒星が生み出される。すると恒星を孕んだ暗黒星雲は、恒星からの紫外線によって中性水素ガスが電離され、光り輝く雲のような様態を見せる。このような星雲を散光星雲またはHII領域と呼ぶ。このため、散光星雲と暗黒星雲はしばしば隣接して存在する。散光星雲は非常に高温であるため、周囲の暗黒星雲を押しのけながら膨張していく。この過程で周囲の暗黒星雲でも連鎖的に恒星の誕生が起こっていく。このようにして若い恒星の集団である散開星団やアソシエーションが誕生する。散光星雲を輝かせているような大質量星は最終的に超新星爆発によって一生を終えるが、その際の衝撃波によって暗黒星雲は吹き飛ばされて拡散し、再び元の星間ガスへと戻っていく。
夏の天の川の暗黒帯やみなみじゅうじ座の石炭袋（コールサック）のような大規模なものを除いて肉眼で観測するのは難しく、撮影された写真で見るしかない。21世紀初頭には計算機が非常に発達したため、星夜写真から単位立体角あたりの星の数をカウントし星の密度で天空を表現した星数密度分布図によって暗黒星雲を浮かび上がらせることができるようになった。星の数の少ない暗黒星雲は星数密度分布図の低い領域として表される。
また可視光帯では星数密度から暗黒星雲の物理量である減光量を計算することができる。

## ギャラリー

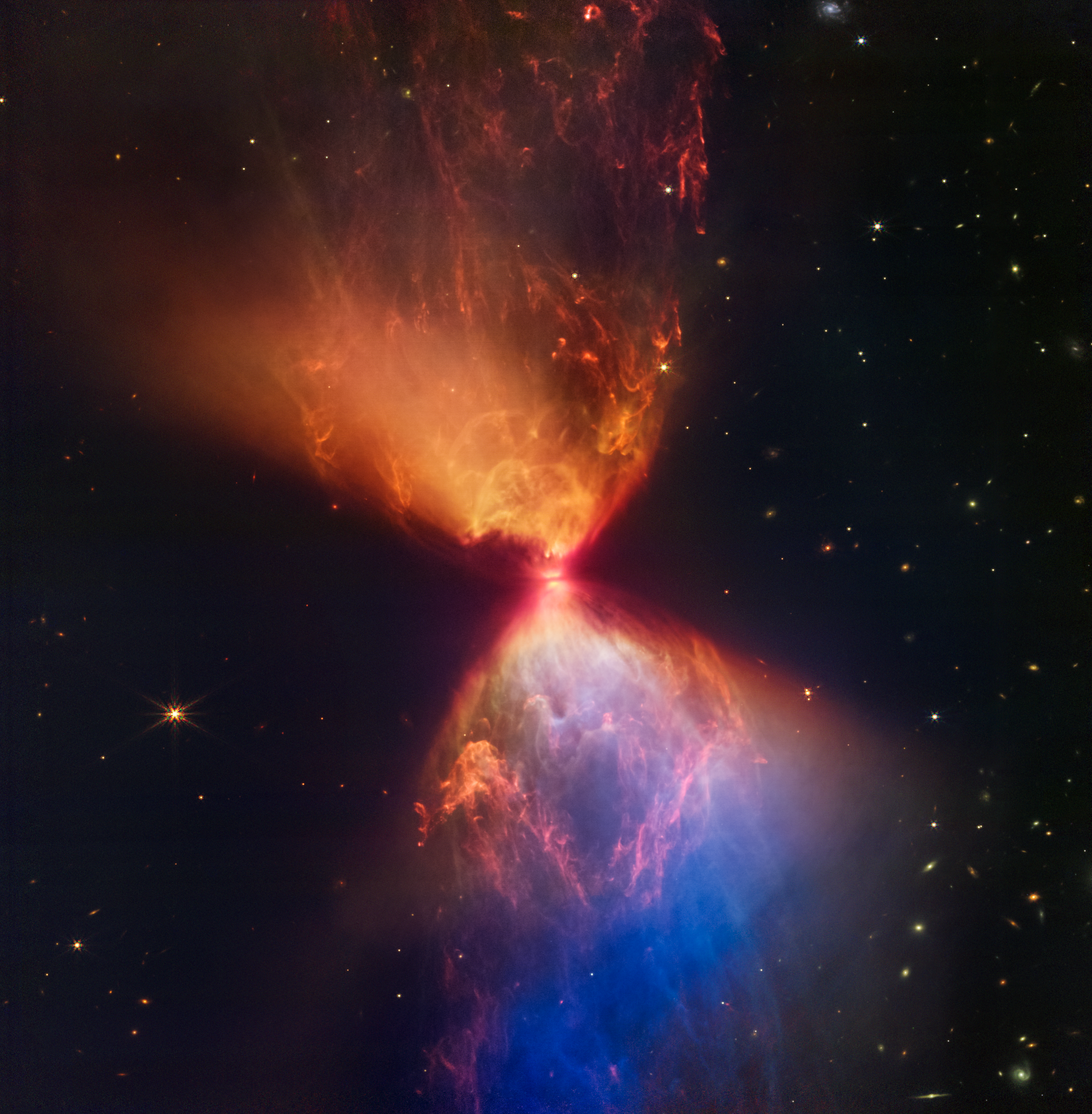
暗黒星雲L1527 （JWST撮影）
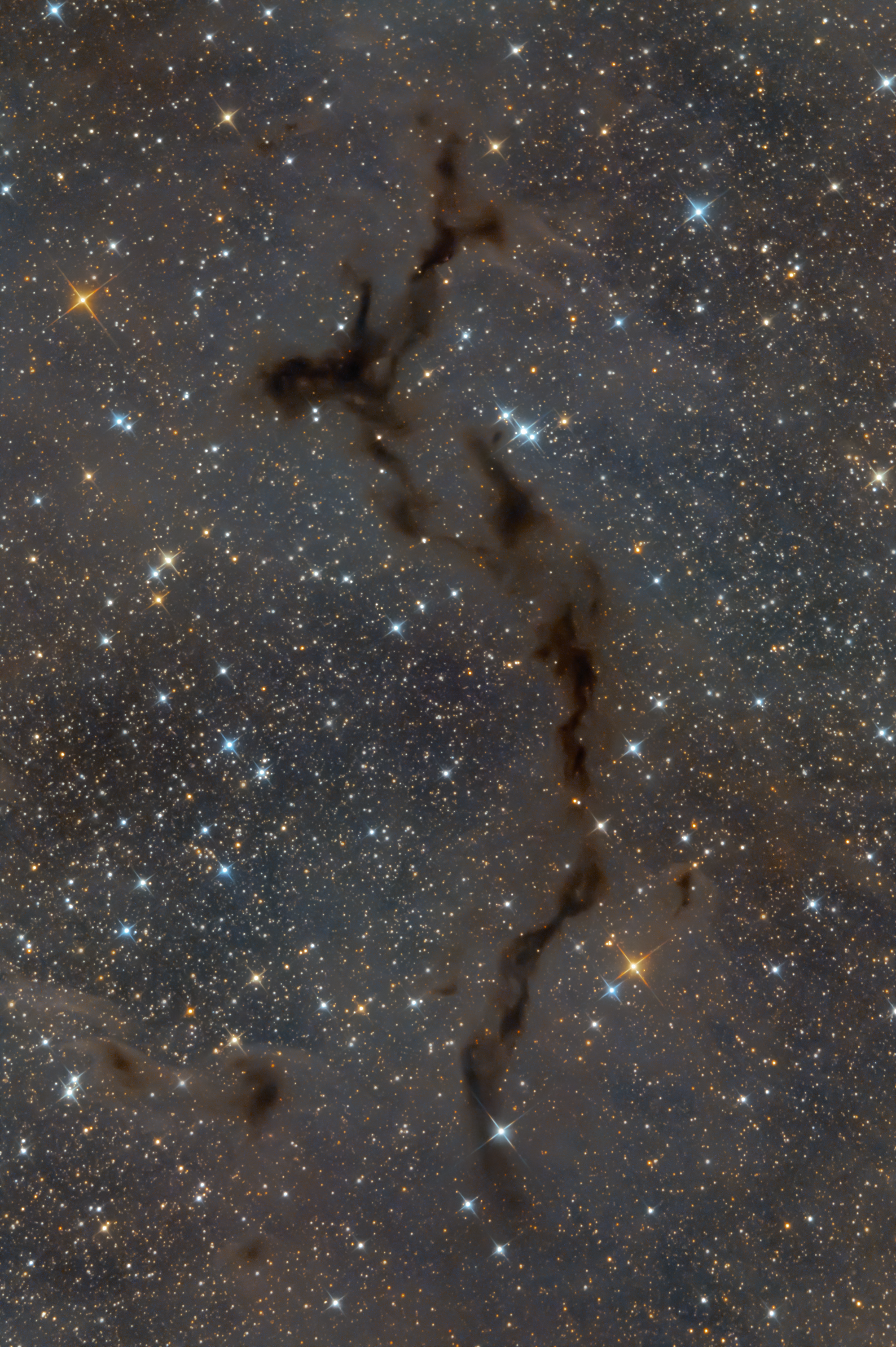
タツノオトシゴ星雲